# 白新線
白新線（はくしんせん）は、新潟県新潟市中央区の新潟駅から同県新発田市の新発田駅までを結ぶ、東日本旅客鉄道（JR東日本）の鉄道路線（幹線）である。

## 路線データ
- 管轄（事業種別）・区間（営業キロ）
  - 東日本旅客鉄道（第一種鉄道事業者）
    - 新潟駅 - 新発田駅 27.3 km（新潟駅 - 上沼垂信号場間(1.9 km)は信越本線と重複。この表示は基本計画上のもので、線路名称上は起終点が逆転している。距離標及び踏切番号は新発田駅から起算。）

  - 日本貨物鉄道（第二種鉄道事業者）
    - 上沼垂信号場 - 新発田駅 (25.4 km)
- 軌間：1067 mm
- 駅数：10（起終点駅含む）
  - 白新線所属駅に限定した場合、起終点駅（新潟駅は信越本線、新発田駅は羽越本線の所属[5]）が除外され、8駅となる。所属駅はすべて新潟駅の管理下に置かれている。
- 複線区間：新潟駅 - 新崎駅間[注 1]
- 電化区間：全線電化（直流1500 V）
- 閉塞方式：自動閉塞式
- 保安装置：
  - ATS-Ps[2][注 2][3]
  - ATS-P（新潟駅[注 3][4]）
- 運転指令所：新潟総合指令室（新潟貨物ターミナル駅 - 新発田駅間CTC）
- 最高速度：優等列車120 km/h、普通列車100 km/h[6]

全線JR東日本新潟支社の管轄である。旅客案内におけるラインカラーはピンクである。
全線が旅客営業規則の定める大都市近郊区間の「新潟近郊区間」、およびIC乗車カード「Suica」の新潟エリアに含まれている。

## 歴史
明治期、新潟と新発田を結ぶ交通は通船川や新発田川による河川舟運および徒歩であった。そうしたなか、現在の県道3号沿いを通る経路で沼垂から新発田を経て赤谷に至る電鉄路線およびその支線として木崎・葛塚間の軌道の計画がなされたことがあったが実現はしなかった。
1927年（昭和2年）には改正鉄道敷設法別表第55号の2に「新潟県白山ヨリ新発田ニ至ル鉄道」の規定が追加され、主に軍需物資の輸送線として国主導で計画が始まる。当初計画では、新潟駅以西の区間については越後線の白山駅から、市内中心部を経由する新線が建設される予定だった。その後、新潟駅 - 白山駅間については新潟駅 - 関屋駅間を結んでいた信越本線の貨物支線（1943年開通）を使用して開通させることとなり、白山駅はこの貨物線上に移設され、1951年（昭和26年）に越後線の延伸区間として旅客営業を開始している。路線名が「白新線」であるのは、白山駅を起点としていた先の当初計画に由来している。
1939年（昭和14年）に着工し、まず越後線の終着駅白山駅の移設が行われた。しかし、戦争のため工事は中断、終戦後1952年（昭和27年）8月に工事が再開され、同年12月23日に新発田駅 - 葛塚駅（現・豊栄駅）間が開業した。
次の葛塚駅 - 沼垂駅間は阿賀野川橋梁の建設が当線最大の難所であり、流域に生息するツツガムシの対処に手を焼いたといわれる。防虫服に身を包み、川面から6-7 m離れて作業できる特殊工法を使い完成。1956年（昭和31年）4月15日、葛塚駅 - 沼垂駅間が開業し全通した。同日には新潟市で記念式典も行われた。
上沼垂信号場 - 新潟駅間は信越本線と共用しており、この区間は複々線となっている。1958年（昭和33年）までは沼垂経由で新潟駅に至っていたため、当初の終点は沼垂駅（上沼垂信号場 - 沼垂駅間は信越本線と重複）とされたが、新潟駅の移設に伴って終点が新潟駅に変更された。
- 新潟付近鉄道路線図
赤：在来線　青：廃止・休止線
緑：新幹線
橙丸：旅客・貨物駅
浅葱丸：廃止・休止駅
（2010年時点）

新潟付近鉄道路線図 赤：在来線　青：廃止・休止線 緑：新幹線 橙丸：旅客・貨物駅 浅葱丸：廃止・休止駅 （2010年時点）
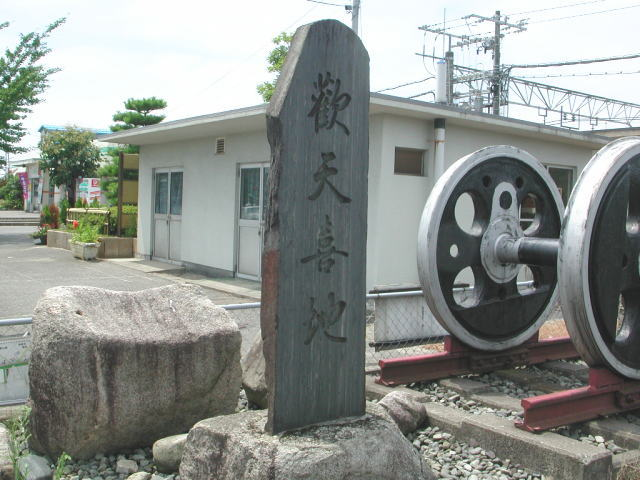
豊栄駅前の白新線開通記念碑

1972年（昭和47年）に羽越本線と同時に電化。両線沿線がベッドタウンとして発展を遂げる中で、運行体制も徐々にではあるが充実している。新潟駅 - 豊栄駅間にて昼間時間帯の普通列車は20分間隔のパターンダイヤで運行されるようになり、その時間帯は年々拡大している。
当線は国鉄の第3次輸送改善計画において電化とともに複線化が掲げられ、1974年には全線複線化が決定したものの、1979年（昭和54年）に新潟側から新崎駅までが複線化されたのを最後に工事が中断している。新崎以北が単線である上、旅客列車のみならず貨物列車も数多く経由していることから、一旦事故や悪天候でダイヤが乱れると、その影響は長時間かつ広範囲に及び、かつ回復にも長時間を要するケースが多い。また沿線には阿賀野川橋梁など横風の影響を受けやすい箇所も点在しており、特に気象条件の悪い冬季には運休・遅延が慢性的に発生することから、沿線の通勤通学の足にも影響が及んでいる。こうしたことから近年、新潟市と新発田市をはじめとする白新・羽越両線沿線の自治体からは、新崎駅 - 新発田駅間と、断続的に単線となっている羽越本線の新発田駅 - 村上駅間の全面複線化を求める意見がJR東日本新潟支社に寄せられている。また事業基本計画にも「新崎〜新発田間複線化」が謳われている。このうち新崎駅 - 豊栄駅間など、既に複線化用の用地が確保されている区間も存在するものの、JR側は「現行設備で対応可能」という見解を示しており、具体的な計画はない。

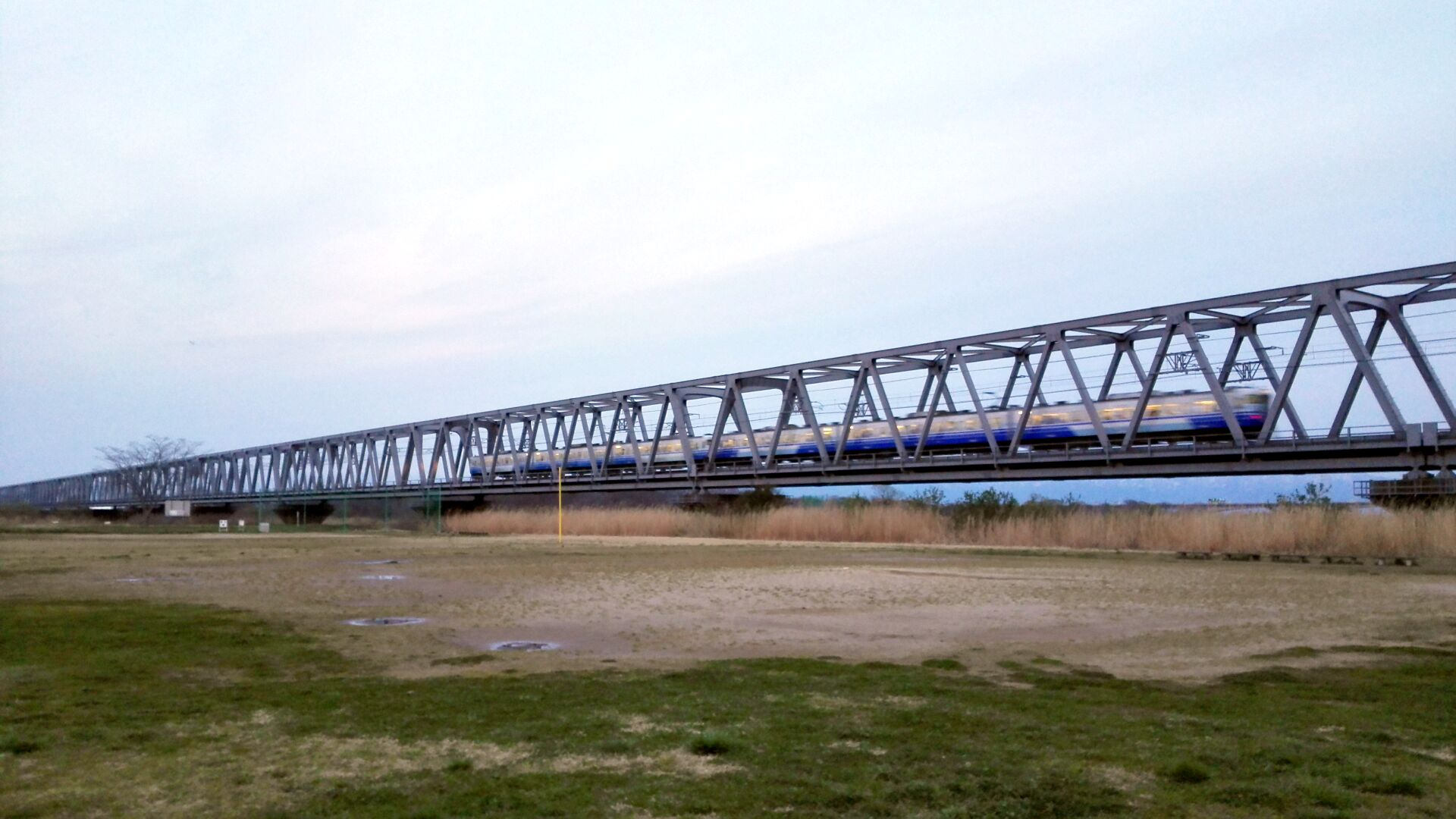
阿賀野川橋梁

### 年表
- 1952年（昭和27年）12月23日：葛塚駅 - 新発田駅間 (12.3 km) が開業。佐々木駅、葛塚駅が開業。
- 1956年（昭和31年）4月15日：沼垂駅 - 葛塚駅間 (14.9 km) が開業。全通。 新崎駅が開業。
- 1957年（昭和32年）
  - 2月11日：黒山駅、早通駅、大形駅が開業。
  - 4月1日：西新発田駅が開業。
  - 10月1日：新潟操車場が開業。
- 1958年（昭和33年）
  - 2月1日：新潟操車場前仮乗降場が開業。
  - 4月29日：新潟駅移転に伴い、沼垂駅から新潟駅に終点駅を変更。（手続上、沼垂駅 - 大形駅間廃止 (-6.9 km)、新潟駅（新）- 大形駅間 (+7.0 km) 開業）
- 1969年（昭和44年）7月21日：国鉄理事会にて白新線の電化を決定。
- 1972年（昭和47年）8月5日：上沼垂信号場 - 新発田駅間が電化。
- 1974年（昭和49年）
  - 2月12日：新潟駅 - 新発田駅間の複線化が決定。
  - 7月3日：運輸大臣が新潟駅 - 新発田駅間複線化工事を認可。
- 1976年（昭和51年）4月1日：葛塚駅が豊栄駅に改称。
- 1978年（昭和53年）
  - 9月19日：上沼垂信号場 - 新潟操車場間が複線化[13]。
  - 10月2日：新潟操車場前仮乗降場が東新潟駅に変更。
- 1979年（昭和54年）9月18日：新潟操車場（東新潟駅）- 新崎駅間が複線化[14]（これを以って複線化工事が中断）。
- 1981年（昭和56年）7月28日：上沼垂信号場 - 新潟駅間が複々線化[15]（白新線と信越本線の複線）。
- 1987年（昭和62年）4月1日：国鉄分割民営化により、東日本旅客鉄道（JR東日本）（第1種）・日本貨物鉄道（JR貨物）（第2種）に承継。新潟操車場が新潟操駅に変更。
- 1990年（平成2年）3月10日：新潟操駅が新潟貨物ターミナル駅に改称。
- 1995年（平成7年）5月8日：一部列車でワンマン運転を開始[16]。
- 2013年（平成25年）9月28日：上沼垂信号場 - 新潟駅間が新潟駅連続立体交差事業に伴う仮線化のため3線化[17]。
- 2018年（平成30年）4月15日：新潟駅付近が高架化。これに伴い新潟駅付近の保安装置がATS-PsからATS-Pに変更。
- 2025年（令和7年）3月15日：ワンマン列車において無人駅を含む各駅で全てのドアから乗降可能となる[18]。
- 2026年（令和8年）7月1日：支社制から事業本部制への再編に伴い、全線の管轄が新潟支社から新潟事業本部に変更予定[19]。

## 運行形態

白新線の路線図。20分間隔で運行される新潟駅 - 豊栄駅間は全駅が有人駅（かつ自動改札機有）である。

### 広域輸送
上越新幹線に接続する特急「いなほ」が7往復運転されているほか、新潟駅 - 酒田駅間で臨時快速「海里」が運転されている。また、日本海縦貫線の一部であることから貨物幹線としての重責も担っており、東新潟駅構内には新潟貨物ターミナル駅が置かれ、越後石山駅（信越本線貨物支線） - 新潟貨物ターミナル駅 - 新発田駅間には、関東・関西方面と東北・北海道方面とを結ぶ貨物列車が数多く運転されている。
- 特急「いなほ」：新潟駅 - 酒田駅・秋田駅間[注 5]
- 臨時快速「海里」：新潟駅 - 酒田駅間

2022年（令和4年）の豪雨災害前までは新潟駅 - 米沢駅間（羽越本線・米坂線経由）の快速「べにばな」も運転されていた。
| 種別・ 列車名 | 始発・ 終着駅 | 白新線 | 白新線 | 白新線   | 羽越本線 | 羽越本線 | 羽越本線 | 羽越本線 | 羽越本線     | 羽越本線 | 羽越本線 | 羽越本線 | 羽越本線 | 羽越本線 | 羽越本線 | 羽越本線   | 羽越本線 | 備考                          |
| 種別・ 列車名 | 始発・ 終着駅 | 新潟駅 | 豊栄駅 | 新発田駅 | 中条駅   | 坂町駅   | 村上駅   | 府屋駅   | あつみ温泉駅 | 鶴岡駅   | 余目駅   | 酒田駅   | 遊佐駅   | 象潟駅   | 仁賀保駅 | 羽後本荘駅 | 秋田駅   | 備考                          |
| ------------- | ------------- | ------ | ------ | -------- | -------- | -------- | -------- | -------- | ------------ | -------- | -------- | -------- | -------- | -------- | -------- | ---------- | -------- | ----------------------------- |
| 特急 いなほ   | 酒田駅        | ●      | ●      | ●        | ●        | ●        | ●        | ●        | ●            | ●        | ●        | ●        |          |          |          |            |          | 1日5往復                      |
| 特急 いなほ   | 秋田駅        | ●      | ●      | ●        | ●        | ●        | ●        | ●        | ●            | ●        | ●        | ●        | ●        | ●        | ●        | ●          | ●        | 1日2往復                      |
| 快速          | 村上駅        | ●      | ●      | ●        | ●        | ●        | ●        |          |              |          |          |          |          |          |          |            |          | 1日下り1本                    |
| 快速 べにばな | 米沢駅        | ●      | ●      | ●        | ●        | ●        |          |          |              |          |          |          |          |          |          |            |          | 1日1往復 米坂線区間は各駅停車 |

また、かつて運行されていた関西方面と東北方面を結ぶ旅客列車のうち特急「白鳥」など一部は当線を経由していた。詳細は「いなほ_(列車)#羽越本線直通優等列車沿革」を参照。

### 地域輸送

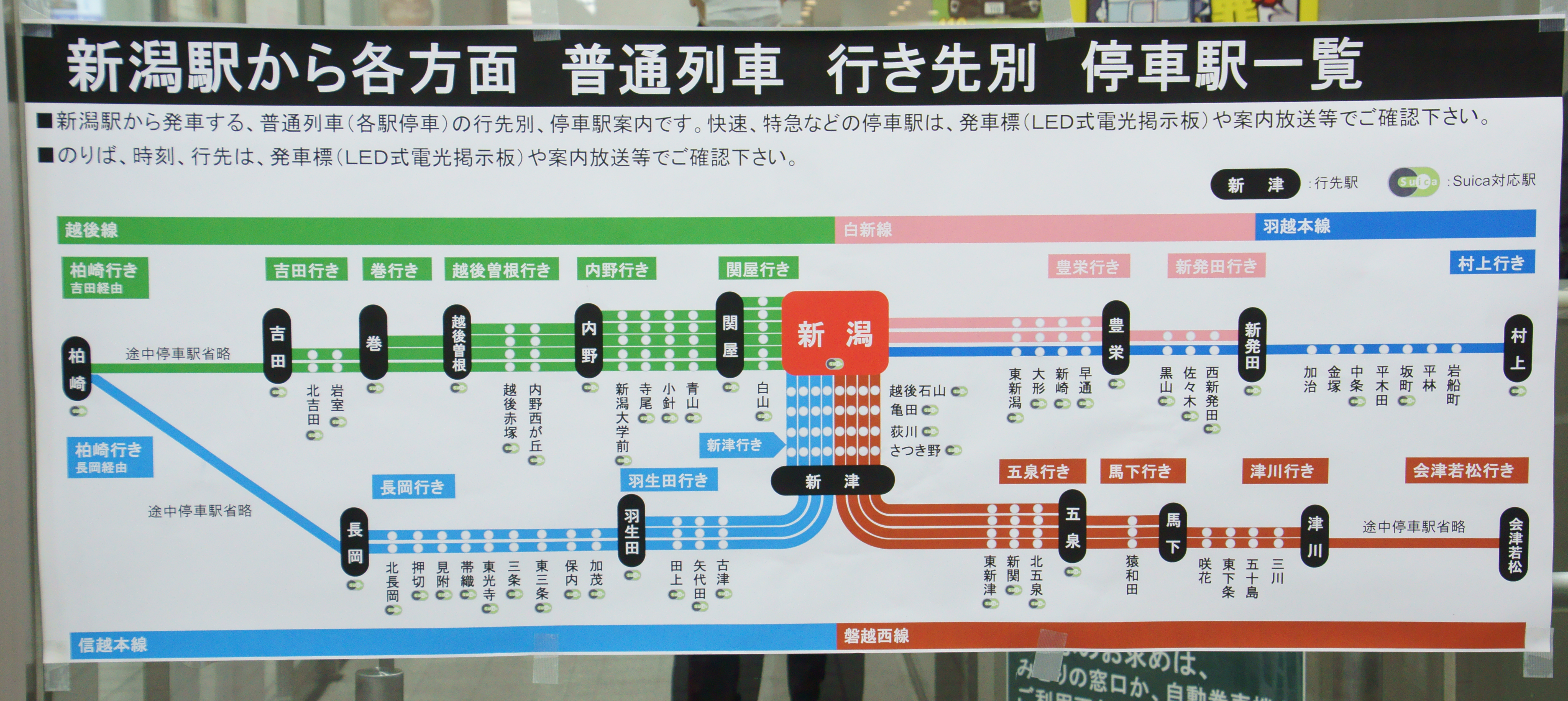
新潟駅に掲示されている案内図。村上行の列車が当線を経由することが示されている。（2016年12月）

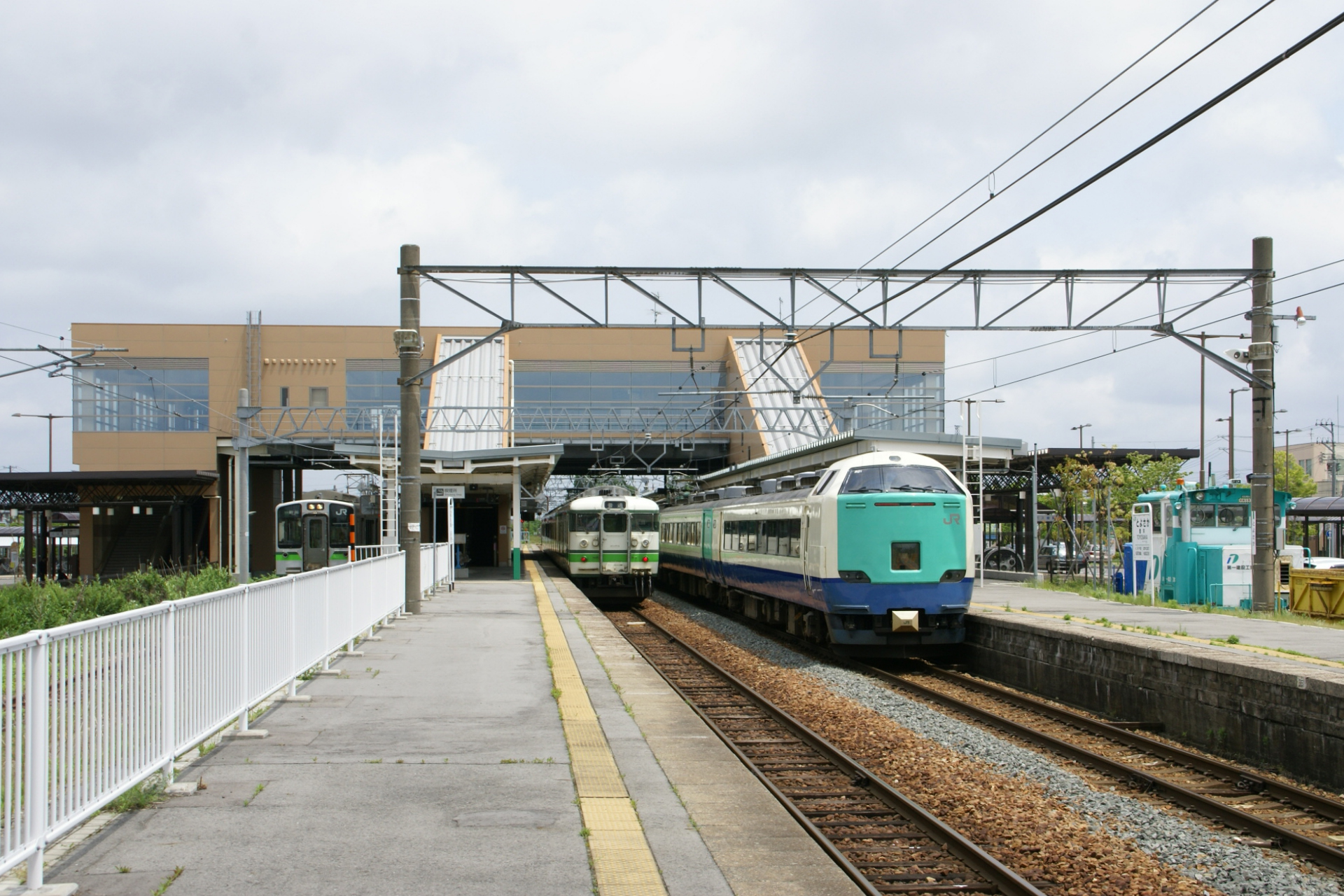
折り返し列車が多数設定されている豊栄駅（2008年5月）

普通列車については羽越本線の新発田駅 - 村上駅間とほぼ一体の運転系統として運行されている。定期列車はすべて新潟駅を発着しており、新潟駅 - 豊栄駅間、新潟駅 - 新発田駅間、新潟駅 - 村上駅間の3系統の列車が主となっている。このほか、朝には新崎発新潟行きがある。
新潟駅 - 豊栄駅間は日中概ね20分間隔で1時間に3本のパターンダイヤ、豊栄駅 - 新発田駅間は約20-60分間隔で運行されている。
朝夕を中心に、新潟駅から越後線や信越本線と直通する列車も存在する（信越本線直通列車は新潟駅を境に列車番号が変わる）。
基本的に電車で運転されるが、朝の新崎発新潟行きは気動車での運転である。2022年（令和4年）の豪雨災害前まで運行されていた米坂線直通の快速「べにばな」も気動車での運行であった。
E129系A編成を使用する一部列車についてはワンマン運転が行われているが、車内で運賃の収受を行わない「都市型ワンマン」のため、すべてのドアから乗降できる。また、快速「べにばな」でもキハ110形・キハE120形への置き換えを機に2009年（平成21年）3月14日よりワンマン運転を実施していたが、新潟駅 - 新発田駅 - 坂町駅間の停車駅は全て有人駅のため、この区間では全てのドアから乗降できた。

## 使用車両

2020年3月改正時点での運行車両

2014年7月改正時点での運行車両

新崎駅 - 新潟駅間上り1本は新潟車両センター新津派出所（新ニツ）所属の気動車、それ以外は新潟車両センター（新ニイ）所属の電車が使用される。

### 現在の使用車両

#### 特急・快速用
- E653系：特急「いなほ」で2013年（平成25年）9月28日から全線で運用。U編成（7両）とH編成（4両）が使用される。2021年（令和3年）3月まで運転されていた快速「らくらくトレイン村上」にも運用されていた。
- HB-E300系：快速「海里」で2019年（令和元年）10月5日から全線で運用。
- キハ110系：快速「べにばな」（運休中）で2009年（平成21年）から運用。2013年（平成25年）ダイヤ改正からは朝の新崎発新潟行き普通列車[注 6]にも使用され、折り返し、快速「べにばな」米沢行きとなる運用となった。

#### 普通列車用
- E129系：A編成・B編成が使用され2・4・6両で運転される。2014年（平成26年）12月6日より運用開始し、後述の115系やE127系を順次置き換え、当線の普通列車の主力車両となった。
- GV-E400系：2両編成。2023年（令和5年）ダイヤ改正からキハ110系に代わり、朝の新崎発新潟行き普通列車1本のみで運用されている。

#### 貨物列車用
- EF510形：富山機関区所属。新潟貨物ターミナル - 新発田駅間で運用。

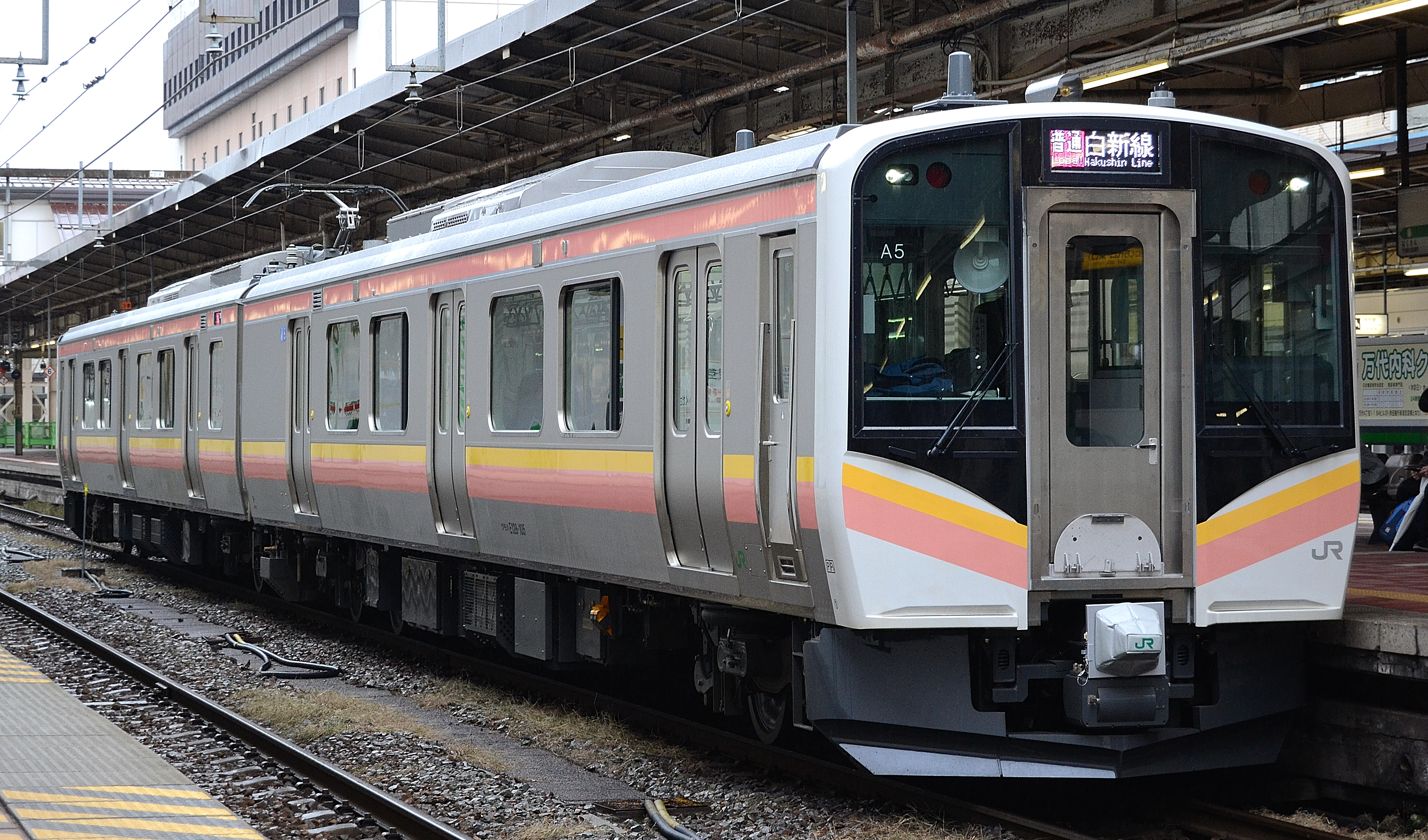
E129系
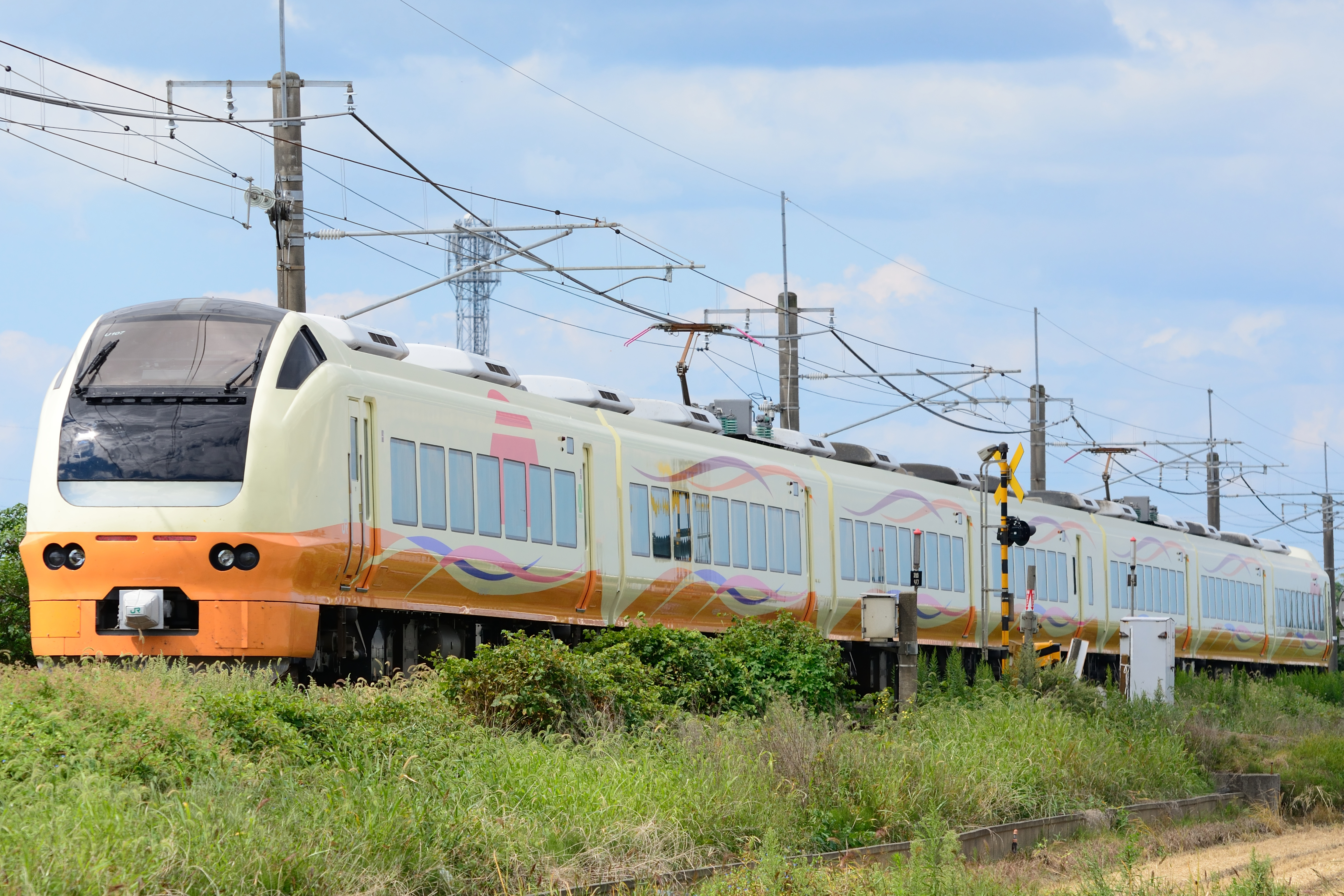
E653系

### 過去の使用車両

#### 電車
- 70系：1978年（昭和53年）7月14日まで運用。
- 51系（32系・40系・42系からの改造車を含む）：1978年（昭和53年）7月14日まで運用。
- 165系：E127系導入に伴い、当線での運用を終了した。
- 115系：2018年（平成30年）3月17日のダイヤ改正で運用終了[22]。2016年（平成28年）3月以降はN編成のみが運用に就いていたが、それ以前はS・N・L編成を組み合わせた3 - 7両編成で運行されていた。
- 485系：特急「白鳥」で1972年（昭和47年）10月2日から2001年（平成13年）3月2日まで、特急「いなほ」で2001年（平成13年）3月3日から2014年（平成26年）7月12日まで[23][注 7]、改造車の「きらきらうえつ」が2019年（令和元年）まで運用された[24][25]。
- E127系：普通列車および快速列車（早朝1本のみ）で多くの運用があったが2015年（平成27年）3月のえちごトキめき鉄道開業に伴い当線での運用を終了した。「V編成」が2・4・6両で運行され、115系とは運用が分かれていた。1995年（平成7年）12月1日よりワンマン運転も行われていた。

#### 気動車
- キハ16形・キハ17形[26]
- キハ40系：快速「べにばな」で運用。キハ110系・キハE120形気動車に置き換えられた。
- キハ45系[26]
- キハ52形：快速「べにばな」で運用。キハ110系・キハE120形気動車に置き換えられた。
- キハ58系：急行「しらゆき」で1963年（昭和38年）4月から運用され、その後は急行「羽越」、急行・快速「べにばな」でも運用された。「べにばな」はキハ110系・キハE120形気動車に置き換えられた。
- キハ82系：1965年（昭和40年）10月1日から1972年（昭和47年）10月1日まで特急「白鳥」で運用。
- キハE120形：キハ110系とともに快速「べにばな」で共通運用されていたが、2018年（平成30年）4月15日の新潟駅高架化によるATS-Pの使用開始に伴い、同年3月17日のダイヤ改正で運用終了。

#### 客車
- 12系：急行「きたぐに」で1982年（昭和57年）11月14日まで運用。
- 14系：臨時夜行急行「天の川」で1985年（昭和60年）3月14日から1994年（平成6年）まで運用。
- 20系：寝台急行「天の川」で1976年（昭和51年）9月27日から1985年（昭和60年）3月13日まで運用。

#### 機関車
- EF81形

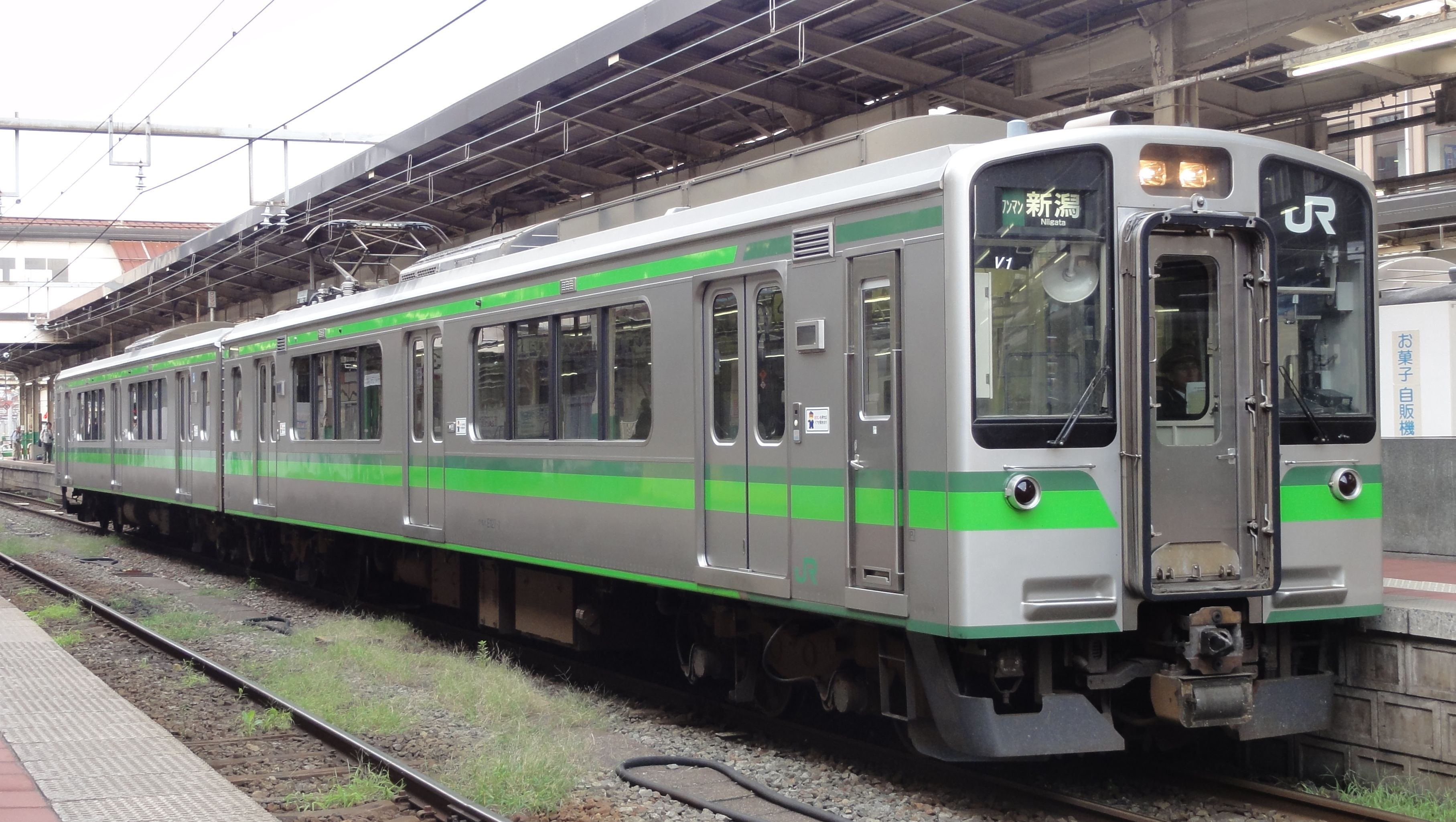
E127系電車
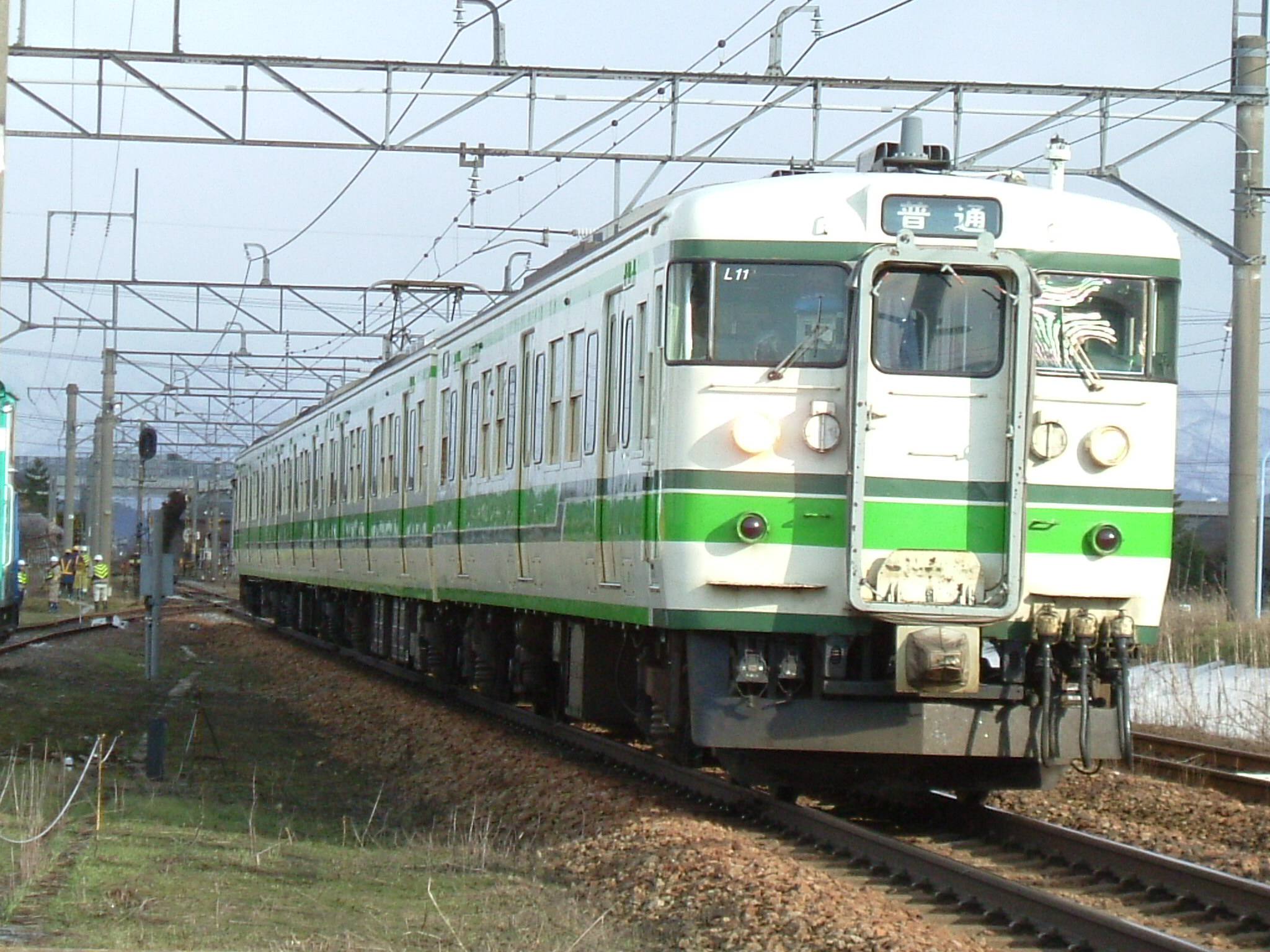
115系二次新潟色（2008年3月、佐々木駅）
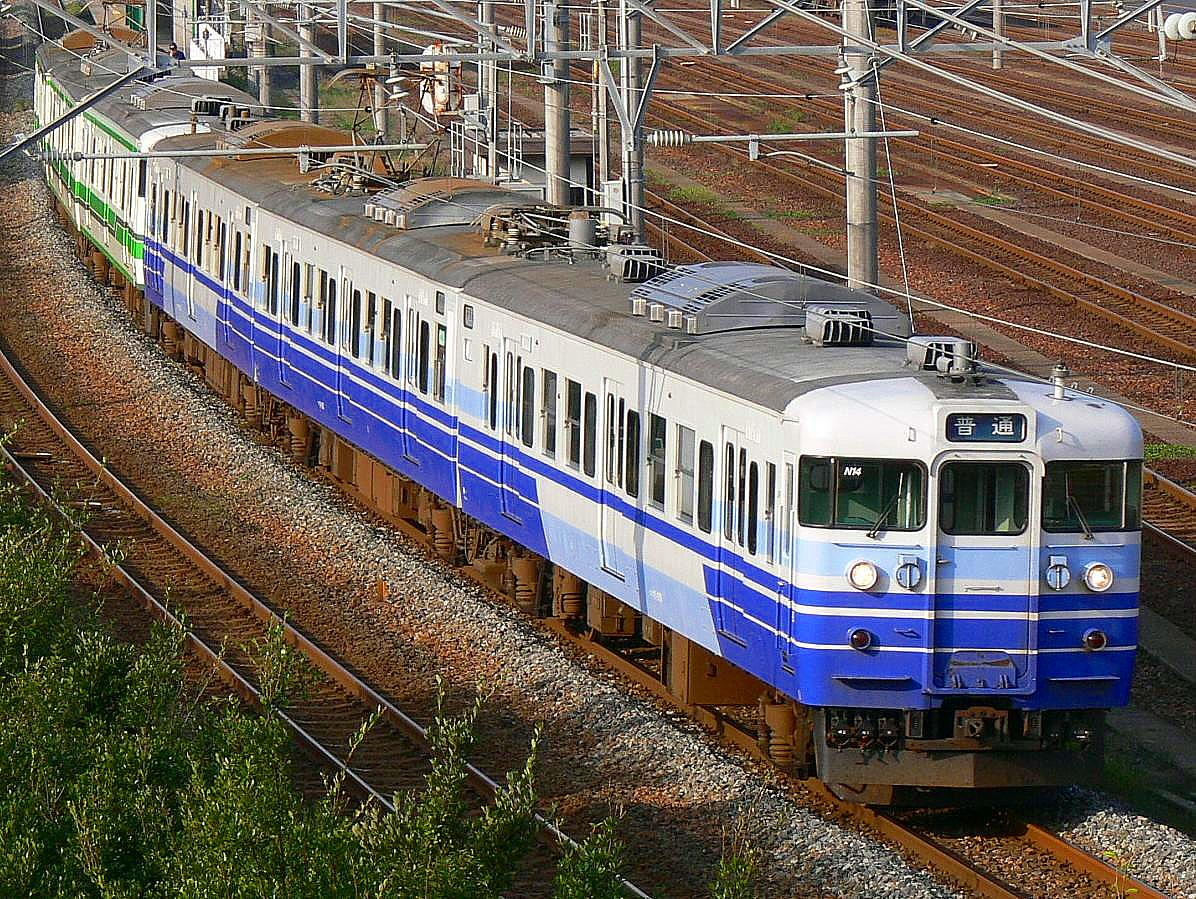
115系三次新潟色（2006年10月、東新潟駅 - 大形駅間）
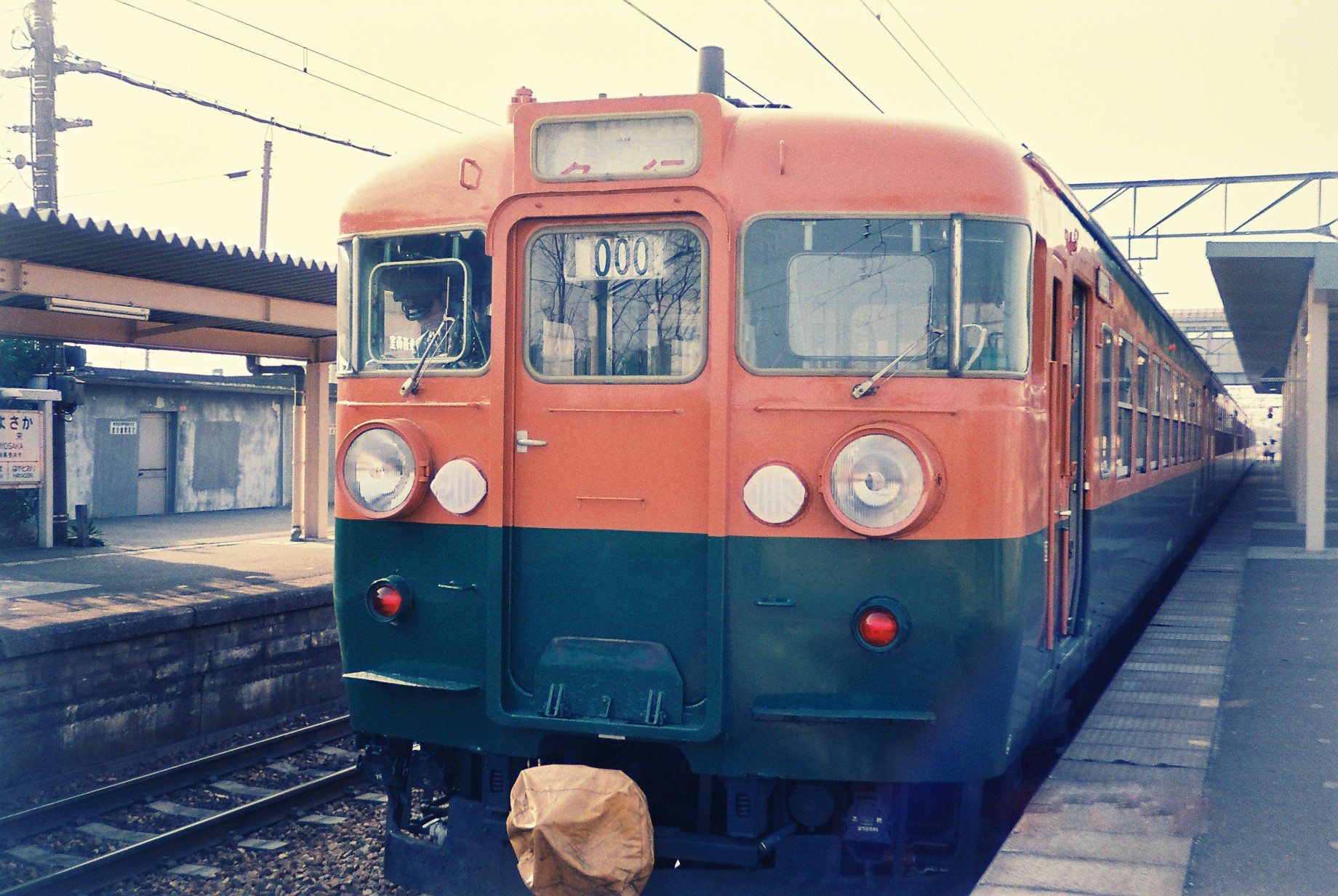
豊栄駅に停車中の165系電車（1987年）
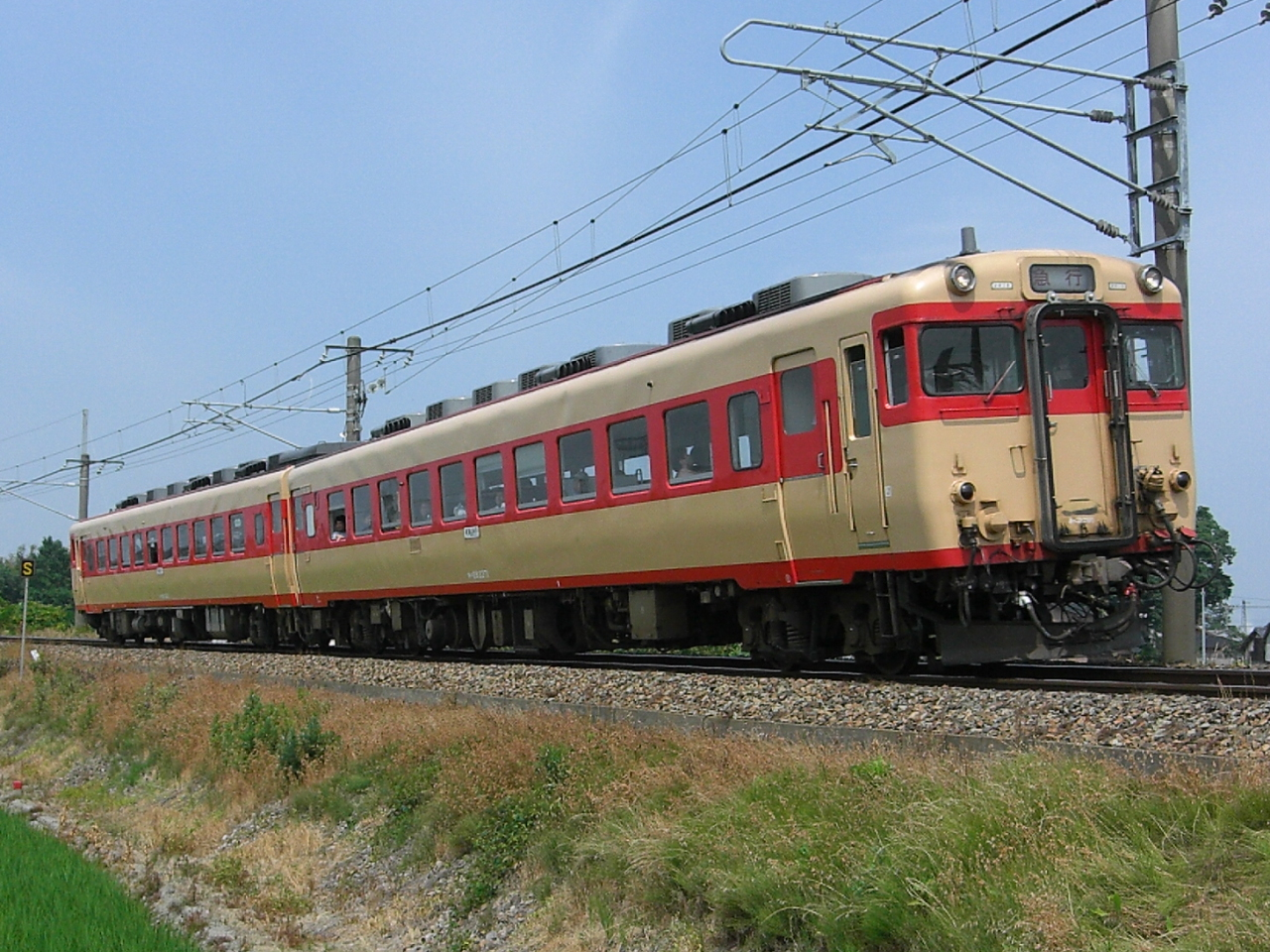
キハ58系急行「あさひ」のリバイバル運行（2008年6月、黒山駅 - 佐々木駅間）
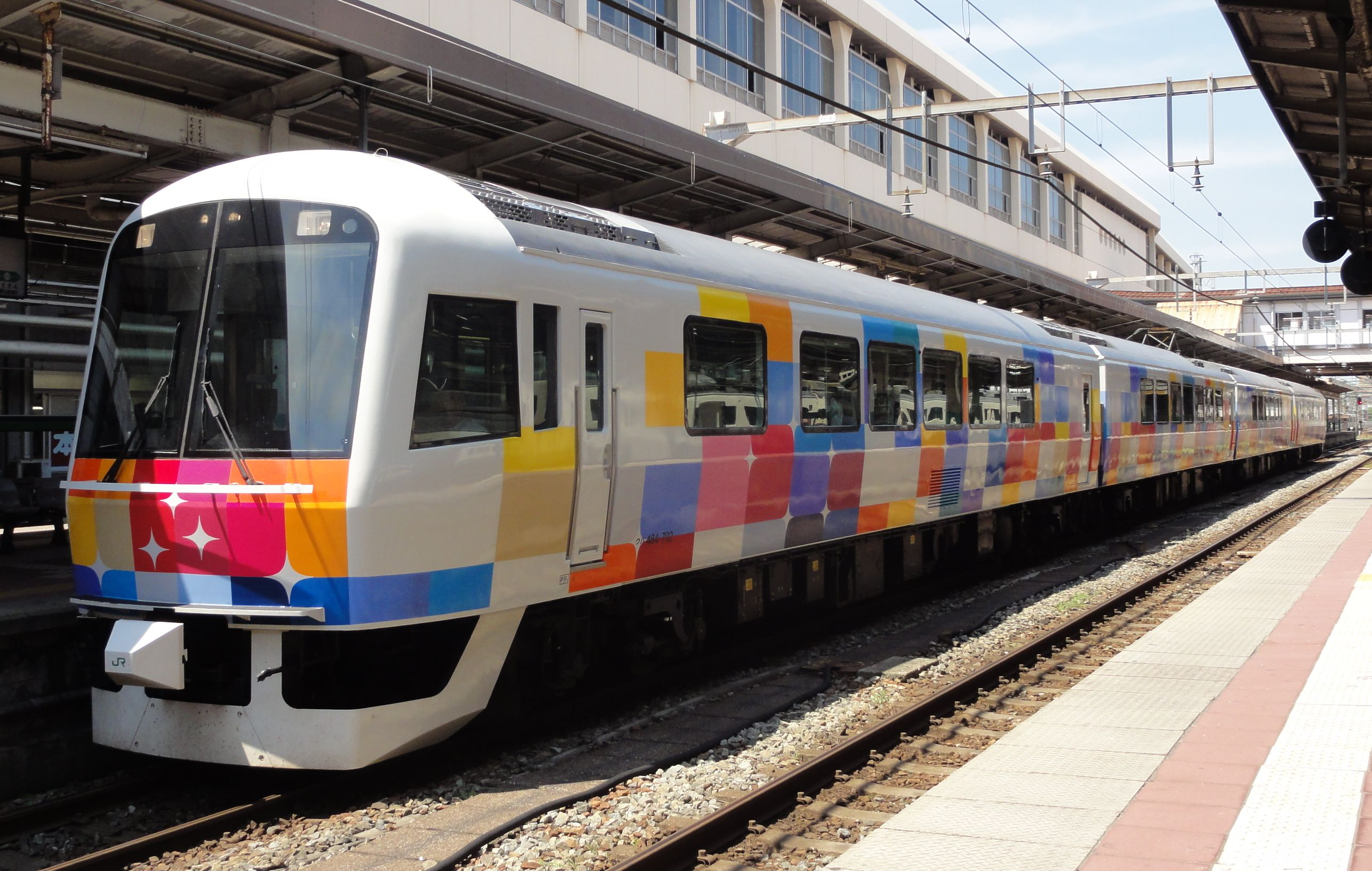
485系きらきらうえつ（2011年6月）

## 駅一覧
- 駅名 … （貨）：貨物専用駅、◇：貨物取扱駅（貨物専用駅を除く。定期貨物列車の発着なし）
- 停車駅
  - 普通 … 全旅客駅に停車
  - 快速 … ●：停車駅、｜：通過駅
    - 快速「べにばな」（白新線内の停車駅は本表に同じ）は2022年8月豪雨被害による米坂線一部区間不通に伴い運休中

  - 特急「いなほ」は列車記事参照
- 線路 … ||：複線区間、◇：単線区間（全駅列車交換可能）、∨：これより下は単線
- 全駅新潟県内に所在

| 駅名                       | 営業キロ | 営業キロ | 快速 | 接続路線・備考                                                          | 線路 | 所在地   | 所在地   |
| 駅名                       | 駅間     | 累計     | 快速 | 接続路線・備考                                                          | 線路 | 所在地   | 所在地   |
| -------------------------- | -------- | -------- | ---- | ----------------------------------------------------------------------- | ---- | -------- | -------- |
| 新潟駅                     | -        | 0.0      | ●    | 東日本旅客鉄道： 上越新幹線・■信越本線（直通あり）・■越後線（直通あり） | \|\| | 新潟市   | 中央区   |
| 上沼垂信号場               | -        | 1.9      | ｜   | 信越本線との施設上の分岐点日本貨物鉄道：信越本線貨物支線（焼島駅方面）  | \|\| | 新潟市   | 中央区   |
| 東新潟駅                   | 5.0      | 5.0      | ｜   |                                                                         | \|\| | 新潟市   | 東区     |
| （貨）新潟貨物ターミナル駅 | 5.0      | 5.0      | ｜   | 日本貨物鉄道：信越本線貨物支線（越後石山駅方面）                        | \|\| | 新潟市   | 東区     |
| 大形駅                     | 2.0      | 7.0      | ｜   |                                                                         | \|\| | 新潟市   | 東区     |
| 新崎駅◇                    | 2.6      | 9.6      | ｜   |                                                                         | ∨    | 新潟市   | 北区     |
| 早通駅                     | 1.9      | 11.5     | ｜   |                                                                         | ◇    | 新潟市   | 北区     |
| 豊栄駅                     | 3.5      | 15.0     | ●    |                                                                         | ◇    | 新潟市   | 北区     |
| 黒山駅◇                    | 3.0      | 18.0     | ｜   |                                                                         | ◇    | 新潟市   | 北区     |
| 佐々木駅                   | 3.0      | 21.0     | ｜   |                                                                         | ◇    | 新発田市 | 新発田市 |
| 西新発田駅                 | 3.3      | 24.3     | ｜   |                                                                         | ◇    | 新発田市 | 新発田市 |
| 新発田駅◇                  | 3.0      | 27.3     | ●    | 東日本旅客鉄道：■羽越本線（村上方面へ直通あり）                         | ◇    | 新発田市 | 新発田市 |

2022年度（令和4年度）の時点で、JR東日本自社による乗車人員集計の除外対象となる駅（完全な無人駅）は、黒山駅と西新発田駅である。

### 過去の接続路線
- 新発田駅：赤谷線 - 1984年（昭和59年）4月1日廃止

## 平均通過人員
各年度の平均通過人員（人/日）は以下のとおりである。
| 年度                   | 平均通過人員（人/日） | 出典   |
| 年度                   | 新発田 - 新潟         | 出典   |
| ---------------------- | --------------------- | ------ |
| 2011年度（平成23年度） | 16,314                | [ 28 ] |
| 2012年度（平成24年度） | 16,592                | [ 28 ] |
| 2013年度（平成25年度） | 17,145                | [ 28 ] |
| 2014年度（平成26年度） | 16,464                | [ 28 ] |
| 2015年度（平成27年度） | 16,485                | [ 28 ] |
| 2016年度（平成28年度） | 16,214                | [ 29 ] |
| 2017年度（平成29年度） | 16,028                | [ 29 ] |
| 2018年度（平成30年度） | 15,978                | [ 29 ] |
| 2019年度（令和元年度） | 15,696                | [ 29 ] |
| 2020年度（令和02年度） | 11,025                | [ 29 ] |
| 2021年度（令和03年度） | 11,547                | [ 30 ] |
| 2022年度（令和04年度） | 12,660                | [ 30 ] |
| 2023年度（令和05年度） | 13,803                | [ 31 ] |